# Espinor

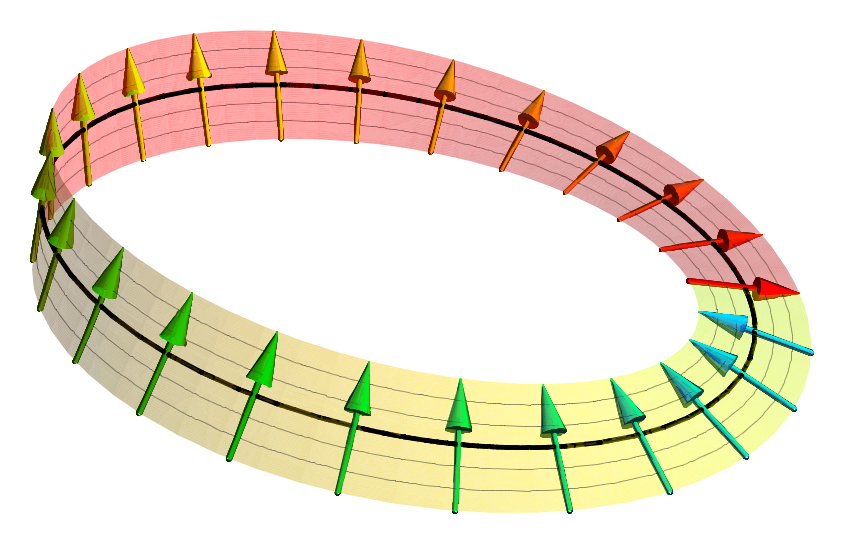
Un espinor visualizado como un vector que apunta a lo largo de una banda de Möbius, exhibiendo una inversión de signo cuando el círculo (el "sistema físico") se gira continuamente durante un giro completo de 360°.

En geometría y física, los espinores son elementos de un espacio vectorial (complejo) que pueden ponerse en correspondencia o asociarse a vectores de un espacio euclídeo. Al igual que los vectores físicos y los tensores de forma más general, los espinores se transforman linealmente cuando el espacio euclídeo se somete a una leve rotación.

## Introducción
Tanto los espinores como los vectores son elementos de un espacio vectorial, la diferencia radica en como se comportan sus componentes al considerar un cambio de referencia o de cambio de base. Además en las aplicaciones prácticas los espinores se toman como elementos de un espacio vectorial sobre {\displaystyle \mathbb {C} }, mientras que los vectores físicos se definen sobre {\displaystyle \mathbb {R} }. Para entender esto de los cambios de componentes consideremos como se transforman las componentes de tensores y espinores al rotar la base vectorial en la se expresan. Considérese aplicar una rotación a las coordenadas de un sistema. Ningún objeto en el propio sistema se ha movido, solo las coordenadas lo han hecho, por lo que siempre habrá un cambio compensatorio en esos valores de coordenadas cuando se apliquen a cualquier objeto del sistema. Los vectores geométricos, por ejemplo, tienen componentes que experimentarán la misma rotación que las coordenadas. Más ampliamente, cualquier cálculo tensorial asociado con el sistema (por ejemplo, la tensión de algún medio) también tiene descripciones de coordenadas que se ajustan para compensar los cambios en el sistema de coordenadas en sí. Los espinores no aparecen en este nivel de la descripción de un sistema físico, cuando uno se ocupa solo de las propiedades de una sola rotación aislada de las coordenadas. Más bien, aparecen cuando se imagina que, en lugar de una sola rotación, el sistema de coordenadas se rota gradualmente (continuamente) entre alguna configuración inicial y otra final. Para cualquiera de las cantidades familiares e intuitivas (tensoriales) asociadas con el sistema, la ley de transformación no depende de los detalles precisos de cómo llegaron las coordenadas a su configuración final. Los espinores, por otro lado, están construidos de tal manera que los hace "sensibles" a cómo llegó allí la rotación gradual de las coordenadas: exhiben dependencia del camino. 
Resulta que, para cualquier configuración final de las coordenadas, en realidad hay (topológicamente) dos rotaciones graduales (equivalentes) desiguales del sistema de coordenadas que resultan en esta misma configuración. Esta ambigüedad se llama homotopía de la rotación gradual. El ejemplo del cinturón enredado es un caso famoso en el que dos rotaciones diferentes, una a través de un ángulo de 2π y la otra a través de un ángulo de 4π, que tienen las mismas configuraciones finales pero diferentes clases. Los espinores en realidad muestran una inversión de signo que realmente depende de esta clase de homotopía. Esto los distingue de los vectores y otros tensores, ninguno de los cuales son sensibles al giro acumulado.
Los espinores se pueden exhibir como objetos concretos usando una elección de coordenadas cartesianas. En tres dimensiones euclidianas, por ejemplo, los espinores pueden construirse haciendo una elección de matrices de Pauli correspondientes a (por ejemplo, momentos angulares respecto a) los tres ejes de coordenadas. Estas son matrices de 2×2 con números complejos, y los vectores columna complejos de dos componentes en los que actúan estas matrices por multiplicación de matrices son los espinores. En este caso, el grupo de giro es isomorfo al grupo de 2×2 de matrices unitarias con determinante uno, que naturalmente se encuentra dentro del álgebra matricial. Este grupo actúa por conjugación en el espacio vectorial real abarcado por las matrices de Pauli, estructurándolo como un grupo de rotaciones entre ellas, pero también actúa sobre los vectores columna (es decir, sobre los espinores).
Más generalmente, un álgebra de Clifford puede construirse a partir de cualquier espacio vectorial V dotado de una forma cuadrática (no degenerada), como el espacio euclídeo con su producto escalar estándar, o el espacio-tiempo de Minkowski con su métrica de Lorentz estándar. El espacio de los espinores es el conjunto de vectores columna con componentes {\displaystyle 2^{\lfloor \dim V/2\rfloor }}. El álgebra ortogonal de Lie (es decir, las "rotaciones" infinitesimales) y el grupo de espín asociado a la forma cuadrática están ambos (canónicamente) contenidos en el álgebra de Clifford, por lo que cada representación del álgebra de Clifford también define una representación del álgebra de Lie y del grupo de espín. Dependiendo de la dimensión y de la signatura métrica, esta realización de los espinores como vectores columna puede ser irreducible o puede descomponerse en un par de las denominadas medias vueltas o representaciones de Weyl. Cuando el espacio vectorial V es de cuatro dimensiones, el álgebra se describe mediante matrices gamma.

## Tipos de espinores
En la práctica existen varios tipos de objetos denominados informalemente espinor cuyas leyes de transformación bajo cambios de coordenadas o sistemas de referencia son ligeramente diferentes. Con el fin de clarificar esto enumeramos los tipos antes de proceder a la discusión detallada:
- Espinores de Pauli son elementos de un espacio vectorial {\displaystyle \mathbb {C} ^{2}}, cuyas componentes se transforman al cambiar de sistema de referencia mediante el grupo SU(2), isomorfo al grupo espinorial Sp(3). Sirven para representar de forma matemáticamente conveniente vectores tridimensionales de {\displaystyle \mathbb {R} ^{3}} y para definir su estructura matemática se emplea un producto interno relacionado con el producto escalar euclídeo, que condiciona la forma correcta en que se transforman bajo cambios de referencia las componentes. Este tipo de espinores surgió en el contexto de la mecánica cuántica no relativista.
- Espinores de Weyl son también elementos del espacio vectorial {\displaystyle \mathbb {C} ^{2}}, pero dotado de una estructura diferente. En este caso las componentes se transforman al cambiar de sistema de referencia mediante el grupo SL(2,C), isomorfo al grupo espinorial Sp(3,1). Sirven para representar cuadrivectores del espacio de Minkowski y se usan en aplicaciones relativistas, su estructura matemática usa una forma simpléctica que se puede relacionar con el producto interno asociado a métrica de Minkowski de {\displaystyle \mathbb {R} ^{4}}. Nuevamente ese último hecho condiciona las propiedades transformación de componentes bajo cambios de referencia. Este tipo de espinores es el más ampliamente usado en física y se emplean en la mecánica cuántica relativista, mejor conococida como teoría cuántica de campos.
- Espinores de Dirac o biespinores, son elementos del espacio vectorial {\displaystyle \mathbb {C} ^{2}\times \mathbb {C} ^{2}} y, en realidad, no son estrictamente un nuevo tipo de espinor ya que un espinor de Dirac realmente equivale a un par de espinores de Weyl, razón por la cual a veces se les llama biespionores.

Así, la diferencia esencial de los vectores y los espinores de la física es cómo se transforman sus componentes cuando representamos dicho objeto en diferentes bases vectoriales. Así las componentes de un mismo vector tridimensional expresadas en dos bases vectoriales diferentes, se relacionan mediante una matriz de rotación o elemento del grupo de Lie SO(3), mientras que las componentes de un espinor se relacionan mediante una matriz que representa un elemento del grupo SU(2) (en el caso de espinores de Pauli) o SL(2,C.
Matemáticamente se podrían definir nuevos tipos de espinores pensando en las representaciones fundamentales del grupo espinoral Sp(n). De hecho los dos tipos espinoriales básicos de la física actual se basan en el grupo de rotaciones del espacio euclídeo y el grupo de transformaciones de Lorentz del espacio de Minkowski.

### Vectores tridimensionales y espinores de Pauli
Esto implica, por ejemplo que para el caso de espinores, cuando se compone una secuencia de pequeñas rotaciones (integradas) para formar una rotación final general, la transformación del espinor resultante depende de la secuencia de rotaciones pequeñas que se hayan aplicado: al contrario que los vectores y los tensores, un espinor se transforma en su opuesto cuando el espacio se gira continuamente a través de un giro completo de 0° a 360° (véase la imagen). Esta propiedad caracteriza a los espinores: se pueden ver como las raíces cuadradas de los vectores. En términos rigurosos, un vector tridimensional ordinario se puede expresar como una combinación cuadrática de las componentes de un espinor.

### Cuadrivectores y espinores de Weyl
También es posible definir un tipo de espinor similar al anterior en un espacio-tiempo de Minkowski, en cuyo caso las transformación de Lorentz de la teoría de la relatividad especial desempeñan el papel de las rotaciones. Los espinores fueron introducidos en geometría por Élie Cartan en 1913. En la década de 1920, los físicos descubrieron que los espinores son esenciales para describir el espín del electrón y otras partículas subatómicas.
Los espinores se caracterizan por la forma específica en como se comportan ante las rotaciones. Cambian de diferentes maneras dependiendo no solo de la rotación final general, sino también de los detalles de cómo se logró esa rotación (mediante una trayectoria continua en el grupo ortogonal). Hay dos clases topológicamente distinguibles (homotópicas) de trayectorias a través de rotaciones que dan como resultado la misma rotación general, como se ilustra en el famoso movimiento de contorsión denominado truco del plato. Estas dos clases distintas producen transformaciones espinoriales de signo opuesto. El grupo espinorial es el grupo de todas las rotaciones que se mantienen en la clase. Recubre doblemente el grupo de rotación, ya que cada rotación se puede obtener de dos maneras desiguales como el punto final de una ruta. El espacio de los espinores está equipado por definición con una representación lineal (compleja) del grupo de espines, lo que significa que los elementos del grupo de espines actuantes son transformaciones lineales en el espacio de los espinores, de una manera que realmente depende de la clase de homotopía. En términos matemáticos, los espinores se describen mediante una representación proyectiva de doble valor del grupo de rotación SO(3).
Aunque los espinores se pueden definir puramente como elementos de un espacio de representación del grupo de espines (o su álgebra de Lie de rotaciones infinitesimales), típicamente se definen como elementos de un espacio vectorial que lleva asociada una representación lineal del álgebra de Clifford. El álgebra de Clifford es un álgebra asociativa que se puede construir a partir del espacio euclidiano y su producto interno de forma independiente de la base. Tanto el grupo de espín como su álgebra de Lie están incrustados dentro del álgebra de Clifford de manera natural, y en las aplicaciones, el álgebra de Clifford es a menudo el más fácil de trabajar. Después de elegir una base ortonormal del espacio euclídeo, se genera una representación del álgebra de Clifford mediante matrices gamma, matrices que satisfacen un conjunto de relaciones canónicas de anti-conmutación. Los espinores son los vectores columna sobre los que actúan estas matrices. En tres dimensiones euclídeas, por ejemplo, las matrices de Pauli es un conjunto de matrices gamma, y los vectores columna complejos de dos componentes sobre los que actúan estas matrices son espinores. Sin embargo, la representación matricial particular del álgebra de Clifford, por lo que precisamente constituye un vector columna (o espinor), implica la elección de las matrices base y gamma de una manera esencial. Como una representación del grupo de espines, esta realización de los espinores como vectores columna (complejos) será irreducible si la dimensión es impar, o se descompondrá en un par de los llamados semi-espines o representaciones de Weyl si la dimensión es par.

## Definición matemática
El espacio de los espinores se define formalmente como la representación fundamental del álgebra de Clifford (que puede o no descomponerse en representaciones irreducibles). El espacio de los espinores también se puede definir como una representación de espín del grupo ortogonal. Estas representaciones de espín también se caracterizan como representaciones proyectivas de dimensión finita del grupo ortogonal especial que no tienen en cuenta las representaciones lineales. De manera equivalente, un espinor es un elemento de una representación de grupo de dimensión finita del grupo espinorial en el que el centro actúa de manera no trivial.

### Visión general
En esencia, se dispone de dos marcos para interpretar la noción de un espinor.
- Uno es la representación de grupos. Desde este punto de vista, se sabe de antemano que hay algunas representaciones del álgebra de Lie del grupo ortogonal que no pueden estar formadas por las construcciones tensoriales habituales. Estas representaciones que faltan se etiquetan como representaciones de espín, y sus componentes como espines. Desde este punto de vista, un espinor debe pertenecer a una representación del doble recubrimiento del grupo de rotación SO(n, R), o más generalmente, del doble recubrimiento del grupo ortogonal especial generalizado SO+(p, q, R) en espacios con signatura métrica (p, q). Estos recubrimientos dobles forman un tipo de grupo de Lie, denominados grupos espinoriales Spin(n) o Spin(p, q). Todas las propiedades de los espinores, y sus aplicaciones y objetos derivados, se manifiestan primero en el grupo de espín. Las representaciones de los recubrimientos dobles de estos grupos producen la representación proyectiva de doble valor de los grupos mismos (lo que significa que la acción de una rotación particular en vectores en el espacio cuántico de Hilbert solo se define sin signo).
- El otro punto de vista es geométrico. Se pueden construir explícitamente los espines y luego examinar cómo se comportan bajo la acción de los grupos de Lie relevantes. Este último enfoque tiene la ventaja de proporcionar una descripción concreta y elemental de lo que es un espinor. Sin embargo, tal descripción se vuelve difícil de manejar cuando se necesitan propiedades complicadas de los espinores, como las descritas según las identidades de Fierz.

### Álgebras de Clifford
El lenguaje de las álgebras de Clifford (a veces llamadas álgebras geométricas) proporciona una imagen completa de las representaciones de espín de todos los grupos de espines y las diversas relaciones entre esas representaciones, a través de la clasificación de álgebras de Clifford. En gran medida elimina la necesidad de construcciones "ad hoc".
En detalle, sea V un espacio vectorial complejo de dimensión finita con forma bilineal no degenerada g. El álgebra de Clifford Cℓ(V, g) está generada por V junto con la relación de conmutación previa xy + yx = 2g(x, y). Es una versión abstracta del álgebra generada por las matrices gamma o por las matrices de Pauli. Si V = Cn, con la fórmula estándar g(x, y) = xty = x1y1 + ... + xnyn se denota el álgebra de Clifford por Cℓn ( 'C' ). Dado que por la elección de una base ortonormal, todo espacio vectorial complejo con forma no degenerada es isomorfo a este ejemplo estándar, esta notación se usa impropiamente de manera más general si dimC(V) = n. Si n = 2k es par, Cℓn ( 'C' ) es isomorfo como un álgebra (de una manera no única) para el álgebra Mat(2k, C) de las matrices complejas 2k × 2k (por el teorema de Artin-Wedderburn y por el hecho fácil de demostrar de que el álgebra de Clifford es central simple). Si n = 2k + 1 es impar, Cℓ2k+1 ( 'C' ) es isomorfo al álgebra Mat(2k, C) ⊕ Mat(2k, C) de dos copias de las matrices complejas 2k × 2k. Por lo tanto, en cualquier caso, Cℓ(V, g) tiene una representación irreducible única (hasta el isomorfismo) (también llamada representación del álgebra de Clifford simple), comúnmente denominada Δ, de dimensión 2[n/2]. Como el álgebra de Lie so(V, g) está incrustada como subalgebra de Lie en Cℓ(V, g), dotado con el álgebra de Clifford conmutador de dos operadores como corchete de Lie, el espacio Δ es también una representación del álgebra de Lie de so(V, g) llamada representación de espín. Si n es impar, esta representación del álgebra de Lie es irreducible. Si n es par, se divide aún más en dos representaciones irreducibles Δ = Δ+ ⊕ Δ− denominadas  representaciones de medio giro o de Weyl.
Las representaciones irreducibles sobre los números reales en el caso en que V es un espacio vectorial real son mucho más complejas, y el lector debe remitirse al artículo sobre el álgebra de Clifford para obtener más detalles.

### Grupos de espín

La representación del espín Δ es un espacio vectorial dotado de una representación del grupo de espín que no se factoriza a través de una representación del grupo ortogonal (especial). Las flechas verticales representan una sucesión exacta

Los espinores forman un espacio vectorial, generalmente sobre los números complejos, dotado con una representación de grupo lineal del grupo espinorial que no se factoriza a través de una representación del grupo de rotaciones (véase el diagrama). El grupo de espín es el grupo de rotaciones ligado a la clase de homotopía. Los espinores son necesarios para codificar información básica sobre la topología del grupo de rotaciones, porque ese grupo no es un conjunto simplemente conexo, pero el grupo de espines simplemente conexo es su doble recubrimiento. Así que para cada rotación hay dos elementos del grupo de espín que lo representan. Los vectores y otros tensores no pueden dar cuenta de la diferencia entre estos dos elementos, pero producen signos "opuestos" cuando afectan a cualquier espín bajo la representación. Pensando en los elementos del grupo de espín como homotopía de familias de un solo parámetro de rotaciones, cada rotación está representada por dos clases de homotopía distintas de rutas hasta la identidad. Si una familia de rotaciones de un solo parámetro se visualiza como una cinta en el espacio, con el parámetro de la longitud del arco de esa cinta (el marco de su tangente, normal, binormal en realidad da la rotación), entonces estas dos clases de homotopía distintas se visualizan en los dos estados del truco del cinturón (arriba). El espacio de los espinores es un espacio vectorial auxiliar que puede construirse explícitamente en coordenadas, pero en última instancia, solo existe hasta el isomorfismo en el sentido de que no se dispone de una construcción natural que no se base en elecciones arbitrarias como los sistemas de coordenadas. Se puede asociar una noción de los espinores, como un objeto matemático auxiliar, con cualquier espacio vectorial dotado de una forma cuadrática como el espacio euclídeo con su producto escalar estándar, o el espacio-tiempo de Minkowski con su variedad pseudoriemanniana. En este último caso, las rotaciones incluyen la transformación de Lorentz, pero por lo demás la teoría es sustancialmente similar.

### Terminología en física
Se puede considerar que las construcciones dadas anteriormente, en términos del álgebra de Clifford o de la teoría de la representación, definen a los espinores como objetos geométricos en el espacio-tiempo de dimensión cero. Para obtener los espines de la física, como el espinor de Dirac, se extiende la construcción para obtener una estructura de espines en el espacio-tiempo de 4 dimensiones (espacio-tiempo de Minkowski). Efectivamente, se comienza con el fibrado tangente del espacio-tiempo, cada punto del cual es un espacio vectorial de 4 dimensiones con simetría SO(3,1), y luego se construye el grupo espinorial en cada punto. Los entornos de los puntos están dotados de las propiedades de suavidad y diferenciabilidad: la construcción estándar es la de un fibrado, cuyas fibras son espacios afines que se transforman bajo el grupo de espín. Después de construir el paquete de fibras, se pueden considerar ecuaciones diferenciales, como la ecuación de Dirac o la ecuación de Weyl en el paquete de fibras. Estas ecuaciones (Dirac o Weyl) tienen soluciones que son ondas planas, que poseen las simetrías características de las fibras, es decir, que tienen las simetrías de los espinores, según se obtuvieron de la teoría de representación del álgebra/giro de Clifford (cero dimensiones) descrita anteriormente. Dichas soluciones de onda plana (u otras soluciones) de las ecuaciones diferenciales se pueden llamar adecuadamente fermiones, porque estas partículas tienen las cualidades algebraicas de los espinores. Por convención general, los términos "fermión" y "espinor" a menudo se usan indistintamente en física, como sinónimos entre sí.
Parece que todas las partículas elementales en la naturaleza que poseen espín-1/2 se describen mediante la ecuación de Dirac, con la posible excepción del neutrino. No parece haber ninguna razón a priori por la que este fuera el caso. Una opción perfectamente válida para los espinores sería la versión no compleja de Cℓ2,2(R), el espinor de Majorana. Tampoco parece haber ninguna prohibición particular de que los espinores de Weyl aparezcan en la naturaleza como partículas fundamentales.
Los espinores de Dirac, Weyl y Majorana están interrelacionados, y su vinculación se puede dilucidar sobre la base del álgebra geométrica real. Los espinores de Dirac y Weyl son representaciones complejas, mientras que los espinores de Majorana son representaciones reales.
Los espinores de Weyl son insuficientes para describir partículas masivas, como los electrones, ya que las soluciones de onda plana de Weyl viajan necesariamente a la velocidad de la luz. Para partículas masivas se necesita utilizar la ecuación de Dirac. La construcción inicial del modelo estándar de la física de partículas comienza tanto con el electrón como con el neutrino como espinores de Weyl sin masa; el mecanismo de Higgs da a los electrones una masa; el neutrino clásico se concibió sin masa y, por lo tanto, fue un ejemplo de un espinor de Weyl. Sin embargo, debido a la oscilación de neutrinos observada, ahora se cree que no son espinores de Weyl, sino tal vez espinores de Majorana. No se sabe cuántos de los espinores de Weyl existen entre las partículas fundamentales de la naturaleza.
La situación para la física de la materia condensada es diferente: se pueden construir "espacio-tiempos" tridimensionales en una gran variedad de materiales físicos diferentes, desde los semiconductores hasta materiales mucho más exóticos. En 2015, un equipo internacional liderado por científicos de la Universidad de Princeton anunció que había encontrado una cuasipartícula que se comporta como un fermión de Weyl.

### Espinores en la teoría de la representación
Una de las principales aplicaciones matemáticas de la construcción de espinores es hacer posible la construcción explícita de las representaciones lineales de las álgebras de Lie de los grupos ortogonales y, en consecuencia, las representaciones de los propios grupos. En un nivel más profundo, se ha encontrado que los espinores están en el corazón de los enfoques del teorema del índice de Atiyah-Singer, y proporcionan construcciones en particular para las representaciones de series discretas de grupos semisimples.
Las representaciones de espín de las álgebras de Lie ortogonales especiales se distinguen de las representaciones del cálculo tensorial dadas por la construcción de Weyl por pesos. Mientras que los pesos de las representaciones tensoriales son combinaciones lineales enteras de las raíces del álgebra de Lie, los de las representaciones de espín son combinaciones lineales semienteras de las mismas. Los detalles explícitos se pueden encontrar en el artículo dedicado a la representación de espín.

### Intentos de comprensión intuitiva
Los espinores se pueden describir, en términos simples, como "vectores de un espacio cuyas transformaciones están relacionadas de una manera particular con las rotaciones en el espacio físico". Enunciado de manera diferente:

Los espinores ... proporcionan una representación lineal del grupo de rotaciones en un espacio con cualquier número {\displaystyle n} de dimensiones, teniendo cada espinor {\displaystyle 2^{\nu }} componentes en los que {\displaystyle n=2\nu +1} o {\displaystyle 2\nu }.

Se han formulado varias formas de ilustrar las analogías cotidianas en términos del truco del cinturón, el juego denominado Tangloids y otros ejemplos de enredado de la orientación.
No obstante, el concepto generalmente se considera muy difícil de entender, como lo ilustra la declaración de Michael Atiyah que narra el biógrafo de Dirac, Graham Farmelo:

Nadie entiende completamente los espinores. Su álgebra se entiende formalmente, pero su significado general es misterioso. En cierto sentido, describen la "raíz cuadrada" de la geometría y, al igual que la comprensión de unidad imaginaria llevó siglos, lo mismo podría ser cierto para los espinores.

## Historia
La forma matemática más general de los espinores fue descubierta por Élie Cartan en 1913. La palabra "espinor" fue acuñada por Paul Ehrenfest en su trabajo sobre mecánica cuántica.
Los espinores fueron aplicados a la física matemática por primera vez por Wolfgang Pauli en 1927, cuando presentó sus matrices de espín. Al año siguiente, Paul Dirac descubrió el concepto relativista del espín del electrón, mostrando la conexión entre los espinores y el Grupo de Lorentz. En los años treinta, Dirac, Piet Hein y otros científicos ligados al Instituto Niels Bohr (entonces conocido como el Instituto de Física Teórica de la Universidad de Copenhague) crearon juguetes como Tangloids para enseñar y modelizar el cálculo de los espinores.
Los espacios de espín se representaron como ideales izquierdos de un álgebra matricial en 1930, por obra de G. Juvet y por Fritz Sauter. Más específicamente, en lugar de representar los espinores como vectores columna de 2D de valor complejo como Pauli había hecho, los representaron como matrices de 2×2 de valor complejo, en las que solo los elementos de la columna de la izquierda son distintos de cero. De esta manera, el espacio espinorial se convirtió en un ideal izquierdo mínimo sobre Mat(2, C).
En 1947, Marcel Riesz construyó espacios de espinores como elementos de un ideal mínimo izquierdo del álgebra de Clifford. En 1966/1967, David Hestenes reemplazó los espacios de espinores por el subálgebra par Cℓ01,3(R) del álgebra del espacio-tiempo Cℓ1,3 (R). A partir de los años 1980, el grupo de físicos teóricos del Birkbeck College coordinados por David Bohm y Basil Hiley estuvo desarrollando aproximaciones algebraicas a la teoría cuántica, que se basan en la identificación de las fibras de Sauter y Riesz con ideales mínimos a la izquierda.

## Ejemplos
Algunos ejemplos simples de espinores en dimensiones bajas surgen al considerar las subalgebras de grado uniforme del álgebra de Clifford Cℓp, q(R). Este es un álgebra construida a partir de una base ortonormal de  n = p + q vectores mutuamente ortogonales bajo adición y multiplicación, en la que p tiene la norma +1 y q tiene la norma -1, con la regla del producto para los vectores de la base
{\displaystyle e_{i}e_{j}={\Bigg \{}{\begin{matrix}+1&i=j,\,i\in (1\ldots p)\\-1&i=j,\,i\in (p+1\ldots n)\\-e_{j}e_{i}&i\not =j.\end{matrix}}}

### Dos dimensiones
El álgebra de Clifford Cℓ2,0 (R) se construye a partir de una unidad escalar, 1, dos vectores de unidades ortogonales, σ1 y σ2, y una unidad pseudoscalar i = σ1σ2. De las definiciones anteriores, es evidente que (σ1)2 = (σ2)2 = 1 y (σ1σ2)(σ1σ2) = −σ1σ1σ2σ2 = −1.
La subalgebra pareada Cℓ02,0 (R), abarcada por elementos básicos de grado uniforme de Cℓ2,0 (R), determina el espacio de los espinores a través de sus representaciones. Se compone de combinaciones lineales reales de 1 y σ1σ2. Como un álgebra real, Cℓ02,0 (R) es isomorfa al campo de los números complejos C. Como resultado, admite una operación de conjugación (análoga a la conjugación compleja), a veces llamada inversa de un elemento de Clifford, definida por
{\displaystyle (a+b\sigma _{1}\sigma _{2})^{*}=a+b\sigma _{2}\sigma _{1}\,}.
que por las relaciones de Clifford, puede ser escrito como
{\displaystyle (a+b\sigma _{1}\sigma _{2})^{*}=a+b\sigma _{2}\sigma _{1}=a-b\sigma _{1}\sigma _{2}\,}.
La acción de un elemento par de Clifford γ ∈ Cℓ02,0(R) sobre los vectores, considerado como un elemento de 1 grado de Cℓ2,0 (R), se determina mediante la aplicación de un vector general u = a1σ1 + a2σ2 al vector
{\displaystyle \gamma (u)=\gamma u\gamma ^{*}\,},
donde γ∗ es el conjugado de γ, y el producto es la multiplicación de Clifford. En esta situación, un espinor es un número complejo ordinario. La acción de γ sobre un espinor φ viene dada por la multiplicación compleja ordinaria:
{\displaystyle \gamma (\phi )=\gamma \phi }.
Una característica importante de esta definición es la distinción entre vectores ordinarios y espinores, que se manifiesta en cómo los elementos de grado uniforme actúan sobre cada uno de ellos de diferentes maneras. En general, una comprobación rápida de las relaciones de Clifford revela que los elementos de grado uniforme se conjugan con los vectores ordinarios:
{\displaystyle \gamma (u)=\gamma u\gamma ^{*}=\gamma ^{2}u\,}.
Por otro lado, comparando con la acción en los espinores γ(φ) = γφ, γ en vectores ordinarios actúa como el cuadrado de su acción sobre los espinores.
Considérese, por ejemplo, la implicación que esto tiene para las rotaciones planas. La rotación de un vector en un ángulo de θ corresponde a γ2 = exp(θ σ1σ2), de modo que la acción correspondiente en los espinores es a través de γ = ± exp(θ σ1σ2/2). En general, debido al podado logarítmico, es imposible elegir un signo de una manera consistente. Por lo tanto, la representación de rotaciones planas en los espinores cuenta con dos valores.
En aplicaciones de espinores en dos dimensiones, es común explotar el hecho de que el álgebra de elementos de grado uniforme (que es simplemente el anillo de los números complejos) es idéntico al espacio de los espinores. Entonces, por un uso impropio del lenguaje, los dos se combinan a menudo. Entonces se puede hablar de "la acción de un espinor sobre un vector". En un contexto general, tales declaraciones no tienen sentido. Pero en las dimensiones 2 y 3 (como se aplica, por ejemplo, a la computación gráfica) sí tienen sentido.
Ejemplos
- El elemento de grado uniforme

{\displaystyle \gamma ={\tfrac {1}{\sqrt {2}}}(1-\sigma _{1}\sigma _{2})\,}
corresponde a una rotación vectorial de 90° desde σ1 alrededor de σ2, que puede verificarse confirmando que
{\displaystyle {\tfrac {1}{2}}(1-\sigma _{1}\sigma _{2})\,\{a_{1}\sigma _{1}+a_{2}\sigma _{2}\}\,(1-\sigma _{2}\sigma _{1})=a_{1}\sigma _{2}-a_{2}\sigma _{1}\,}
Corresponde a una rotación de giro de solo 45°, sin embargo:
{\displaystyle {\tfrac {1}{\sqrt {2}}}(1-\sigma _{1}\sigma _{2})\,\{a_{1}+a_{2}\sigma _{1}\sigma _{2}\}={\frac {a_{1}+a_{2}}{\sqrt {2}}}+{\frac {-a_{1}+a_{2}}{\sqrt {2}}}\sigma _{1}\sigma _{2}}
- De manera similar, el elemento de nivel uniforme γ = −σ1σ2 corresponde a una rotación vectorial de 180°:

{\displaystyle (-\sigma _{1}\sigma _{2})\,\{a_{1}\sigma _{1}+a_{2}\sigma _{2}\}\,(-\sigma _{2}\sigma _{1})=-a_{1}\sigma _{1}-a_{2}\sigma _{2}\,}
pero una rotación de giro de solo 90°:
{\displaystyle (-\sigma _{1}\sigma _{2})\,\{a_{1}+a_{2}\sigma _{1}\sigma _{2}\}=a_{2}-a_{1}\sigma _{1}\sigma _{2}}
- Continuando, el elemento γ = −1 de orden par corresponde a una rotación vectorial de 360°:

{\displaystyle (-1)\,\{a_{1}\sigma _{1}+a_{2}\sigma _{2}\}\,(-1)=a_{1}\sigma _{1}+a_{2}\sigma _{2}\,}
pero una rotación de giro de 180°.

### Tres dimensiones
El álgebra de Clifford Cℓ3,0 (R) se construye a partir de una unidad escalar, 1, tres vectores de unidades ortogonales, σ1, σ2 y σ3, los tres bivectores σ1σ2, σ2σ3, σ3σ1 y el pseudoscalar i = σ1σ2σ3. Es sencillo mostrar que (σ1)2 = (σ2)2 = (σ3)2 = 1 y (σ1σ2)2 = (σ2σ3)2 = (σ3σ1)2 = (σ1σ2σ3)2 = −1.
El sub-álgebra de elementos de grado uniforme se compone de dilataciones escalares,
{\displaystyle u^{\prime }=\rho ^{(1/2)}u\rho ^{(1/2)}=\rho u,}
y rotaciones de vectores
{\displaystyle u^{\prime }=\gamma \,u\,\gamma ^{*},}
dónde
{\displaystyle \left.{\begin{array}{rcl}\gamma &=&\cos(\theta /2)-\{a_{1}\sigma _{2}\sigma _{3}+a_{2}\sigma _{3}\sigma _{1}+a_{3}\sigma _{1}\sigma _{2}\}\sin(\theta /2)\\&=&\cos(\theta /2)-i\{a_{1}\sigma _{1}+a_{2}\sigma _{2}+a_{3}\sigma _{3}\}\sin(\theta /2)\\&=&\cos(\theta /2)-iv\sin(\theta /2)\end{array}}\right\}} (1)
corresponde a una rotación vectorial a través de un ángulo θ alrededor de un eje definido por un vector unitario v = a1σ1 + a2σ2 + a3σ3.
Como un caso especial, es fácil ver que, si v = σ3, esto reproduce la rotación σ1σ2 considerada en la sección anterior; y que dicha rotación deja los coeficientes de los vectores en la dirección σ3 invariante, ya que
{\displaystyle (\cos(\theta /2)-i\sigma _{3}\sin(\theta /2))\,\sigma _{3}\,(\cos(\theta /2)+i\sigma _{3}\sin(\theta /2))=(\cos ^{2}(\theta /2)+\sin ^{2}(\theta /2))\,\sigma _{3}=\sigma _{3}.}
Los bivectores σ2σ3, σ3σ1 y σ1σ2 son de hecho los cuaterniones de Hamilton i, j y k, descubiertos en 1843:
{\displaystyle {\begin{matrix}\mathbf {i} =-\sigma _{2}\sigma _{3}=-i\sigma _{1}\\\mathbf {j} =-\sigma _{3}\sigma _{1}=-i\sigma _{2}\\\mathbf {k} =-\sigma _{1}\sigma _{2}=-i\sigma _{3}.\end{matrix}}}
Con la identificación de los elementos de grado uniforme con el álgebra H de los cuaterniones, como en el caso de dos dimensiones, la única representación del álgebra de elementos de grado uniforme está en sí mismo. Por lo tanto, el (real) Los espinores en tres dimensiones son cuaterniones, y la acción de un elemento de grado uniforme en un espinor está dada por la multiplicación cuaterniónica ordinaria.
Téngase en cuenta que la expresión (1) para una rotación vectorial a través de un ángulo θ, el ángulo que aparece en γ se redujo a la mitad. Por lo tanto, la rotación del rotor γ(ψ) = γψ (multiplicación cuaterniónica ordinaria) girará el espinor ψ en un ángulo de la mitad de la medida del ángulo de la rotación del vector correspondiente. Una vez más, el problema de elevar la rotación de un vector a una rotación de espinor es de dos valores: la expresión (1) con (180° + θ/2) en lugar de θ/2 producirá la misma rotación de vector, pero el negativo de la rotación del espinor.
La representación de espinor/cuaternión de las rotaciones en 3D es cada vez más frecuente en la geometría de las computadoras y en otras aplicaciones, debido a la notable brevedad de la matriz de espines correspondiente y a la simplicidad con la que se pueden multiplicar para calcular el efecto combinado de rotaciones sucesivas sobre diferentes ejes.

## Construcciones explícitas
Un espacio de espinores se puede generar explícitamente mediante construcciones concretas y abstractas. La equivalencia de estas construcciones es una consecuencia de la singularidad de la representación espinorial del álgebra de Clifford compleja. Para un ejemplo completo de dimensión 3, véase espinores en tres dimensiones.

### Espinores componentes
Dado un espacio vectorial V y una forma cuadrática g, una representación matricial explícita del álgebra de Clifford Cℓ(V, g) se puede definir de la manera que se describe a continuación. Elíjase una base ortonormal e1 … en para V, es decir, g(eμeν) = ημν donde ημμ = ±1 y ημν = 0 para μ ≠ ν. Ahora, k = ⌊n/2⌋. Disponer un conjunto de matrices 2k × 2k γ1 … γn tal que γμγν + γνγμ = 2ημν1 (es decir, establecer una convención para las matrices gamma). Luego, la asignación eμ → γμ se extiende de manera única a un homomorfismo de álgebra Cℓ(V, g) → Mat(2k, C) al enviar el monomio eμ1 … eμk en el álgebra de Clifford al producto γμ1 … γμk de las matrices y extenderse linealmente. El espacio Δ = C2k en el que actúan las matrices gamma es ahora un espacio de espinores. Sin embargo, se necesita construir tales matrices explícitamente. En la dimensión 3, definir las matrices gamma para que sean matrices de Pauli sigma da origen a los familiares espinores de dos componentes utilizados en mecánica cuántica no relativistas. Del mismo modo, el uso de las matrices de Dirac gamma de 4 × 4, da lugar a los espinores de Dirac de 4 componentes utilizados en la teoría cuántica de campos 3 + 1 dimensional relativista. En general, para definir matrices gamma del tipo requerido, se pueden usar las matrices de Weyl-Brauer.
En esta construcción, la representación del álgebra de Clifford Cℓ(V, g), el álgebra de Lie so(V, g) y el grupo de espin Spin(V, g), todo depende de la elección de la base ortonormal y de la elección de las matrices gamma. Esto puede causar confusión sobre las convenciones, pero los invariantes como las trazas son independientes de las elecciones. En particular, todas las cantidades físicamente observables deben ser independientes de tales elecciones. En esta construcción, un espinor se puede representar como un vector de números complejos 2k y se denota con índices de espinor (generalmente α, β, γ). En la literatura de física, los índices abstractos de espinor se usan a menudo para denotar los espines, incluso cuando se usa una construcción abstracta.

### Espinores abstractos
Hay al menos dos formas diferentes, pero esencialmente equivalentes, de definir los espinores de manera abstracta. Un enfoque busca identificar los ideales mínimos para la acción a la izquierda de Cℓ(V, g) en sí mismo. Estos son subespacios del álgebra de Clifford de la forma Cℓ(V, g)ω, admitiendo la acción evidente de Cℓ(V, g) mediante la multiplicación por la izquierda: c : xω → cxω. Hay dos variaciones en este tema: se puede encontrar un elemento primitivo ω que sea un elemento nilpotente del álgebra de Clifford, o uno que sea una idempotencia. La construcción a través de elementos nilpotentes es más fundamental en el sentido de que un idempotente puede producirse a partir de ella. De esta manera, las representaciones de un espinor se identifican con ciertos subespacios del álgebra de Clifford. El segundo enfoque es construir un espacio vectorial utilizando un subespacio distinguido de V, y luego especificar la acción del álgebra de Clifford externamente a ese espacio vectorial.
En cualquiera de los dos enfoques, la noción fundamental es la de un subespacio isotrópico W. Cada construcción depende de una libertad inicial en la elección de este subespacio. En términos físicos, esto corresponde al hecho de que no hay un protocolo de medición que pueda especificar una base del espacio de giro, incluso si se proporciona una base preferida de V.
Como anteriormente, sea (V, g) un espacio vectorial complejo n-dimensional equipado con una forma bilineal no degenerada. Si V es un espacio vectorial real, se reemplaza V por complejificación V ⊗R C y entonces g denota la forma bilineal inducida en V ⊗R C. Sea W un subespacio isotrópico máximo, es decir, un subespacio máximo de V tal que g|W = 0. Si n = 2k es par, entonces W∗ es un subespacio isotrópico complementario a W. Si n = 2k + 1 es impar, entonces W∗ debe ser un subespacio isotrópico máximo con W ∩ W∗ = 0, y sea U el complemento ortogonal de W ⊕ W∗. Tanto en los casos de dimensiones pares como impares, W y W∗ tienen dimensión k. En el caso de dimensiones impares, U es unidimensional, abarcado por un vector unitario u.

### Ideales mínimos
Dado que W′ es isotrópico, la multiplicación de elementos de W′ dentro de Cℓ(V, g) es oblicua. Por lo tanto, los vectores en W′ no conmutan, y Cℓ(W′, g|W′) = Cℓ(W′, 0) es solo el álgebra exterior Λ∗W′. En consecuencia, el k-producto de W′ consigo mismo, W′k, es unidimensional. Sea ω un generador de W′k. En términos de una base W′1,..., W′k de W′, una posibilidad es establecer
{\displaystyle \omega =w'_{1}w'_{2}\cdots w'_{k}.}
Téngase en cuenta que ω2 = 0 (es decir, ω es nilpotente de orden 2), y además, W′ ω = 0 para todos los W′ ∈ W′. Los siguientes hechos pueden ser probados fácilmente:
1. Si n = 2k, entonces el ideal izquierdo Δ = Cℓ(V, g)ω es un ideal mínimo izquierdo. Además, esto se divide en los dos espacios de giro Δ+ = Cℓevenω y Δ− = Cℓoddω en restricción a la acción del álgebra de Clifford par.
2. Si es n = 2k + 1, entonces la acción del vector unitario u en el ideal izquierdo Cℓ(V, g)ω descompone el espacio en un par de espacios propios isomorfos irreducibles (ambos indicados con Δ), correspondientes a los valores propios respectivos +1 y −1.

En detalle, supóngase, por ejemplo, que n es par, y que I es un ideal izquierdo distinto de cero contenido en Cℓ(V, g)ω. Se demuestra que I debe ser igual a Cℓ(V, g)ω, al comprobar que contiene un múltiplo escalar distinto de cero de ω.
Escójase una base wi de W y una base complementaria wi de W′ para que
wiwj + wj wi = δij, y
(wi)2 = 0, (wi′)2 = 0.
Téngase en cuenta que cualquier elemento de I debe tener la forma αω, en virtud de nuestro supuesto de que I ⊂ Cℓ(V, g) ω. Sea αω ∈ I cualquiera de estos elementos. Usando la base elegida, se puede escribir
{\displaystyle \alpha =\sum _{i_{1}<i_{2}<\cdots <i_{p}}a_{i_{1}\dots i_{p}}w_{i_{1}}\cdots w_{i_{p}}+\sum _{j}B_{j}w'_{j}}
donde ai1…ip son escalares, y Bj son elementos auxiliares del álgebra de Clifford. Obsérvese ahora que el producto
{\displaystyle \alpha \omega =\sum _{i_{1}<i_{2}<\cdots <i_{p}}a_{i_{1}\dots i_{p}}w_{i_{1}}\cdots w_{i_{p}}\omega .}
Seleccionando cualquier monomio distinto de cero a en la expansión de α con un grado máximo homogéneo en los elementos wi:
{\displaystyle a=a_{i_{1}\dots i_{max}}w_{i_{1}}\dots w_{i_{max}}} (sin suma implícita),
entonces
{\displaystyle w'_{i_{max}}\cdots w'_{i_{1}}\alpha \omega =a_{i_{1}\dots i_{max}}\omega }
es un múltiplo escalar distinto de cero de ω, como se requería.
Téngase en cuenta que para n par, este cálculo también muestra que
{\displaystyle \Delta =\mathrm {C} \ell (W)\omega =(\Lambda ^{*}W)\omega }.
como un espacio vectorial. En la última igualdad, una vez más se usa que W es isotrópico. En términos físicos, esto muestra que Δ está construido como un espacio de Fock por los espinores que utilizan operadores de creación de conmutación en W que actúan sobre un ω vacío.

### Construcción del álgebra exterior
Los cálculos con la construcción ideal mínima sugieren que una representación de espinores también se puede definir directamente utilizando el álgebra exterior Λ∗ W = ⊕j Λj W del subespacio isotrópico W.
Sea Δ = Λ∗ W el álgebra exterior de W considerado solo como espacio vectorial. Esta será la representación del espín, y sus elementos se conocerán como espinores.
La acción del álgebra de Clifford en Δ se define primero al definir la acción de un elemento de V en Δ, y luego se muestra que esta acción respeta la relación de Clifford y se extiende a un homomorfismo del álgebra de Clifford completo en el anillo endomórfico End(Δ) por la propiedad universal de las álgebras de Clifford. Los detalles difieren ligeramente según si la dimensión de V es par o impar.
Cuando dim (V) es par, V = W ⊕ W′ donde W′ es el complemento isotrópico elegido. Por lo tanto, cualquier v ∈ V se descompone de forma única como v = w + W′ con w ∈ W y W′ ∈ W′. La acción de V en un espinor está dada por
{\displaystyle c(v)w_{1}\wedge \cdots \wedge w_{n}=(\epsilon (w)+i(w'))\left(w_{1}\wedge \cdots \wedge w_{n}\right)}
donde i(w′) es el producto interno con w′ usando la forma cuadrática no degenerada para identificar V con V∗, y ε(w) denota el producto exterior. Se puede verificar que
c (u)c(v) + c(v)c(u) = 2 g(u, v),
y así c respeta las relaciones de Clifford y se extiende a un homomorfismo desde el álgebra de Clifford hasta el final (Δ).
La representación de espín Δ se descompone aún más en un par de representaciones complejas irreducibles del grupo de espin (las representaciones de medio giro, o espines de Weyl) a través de
{\displaystyle \Delta _{+}=\Lambda ^{par}W,\,\Delta _{-}=\Lambda ^{impar}W}
Cuando dim (V) es impar, V = W ⊕ U ⊕ W′, donde U está atravesada por un vector unitario u ortogonal a W. La acción de Clifford c se define como antes en W ⊕ W′, mientras que la acción de Clifford sobre (múltiplos de) u se define por
{\displaystyle c(u)\alpha =\left\{{\begin{matrix}\alpha &{\hbox{if }}\alpha \in \Lambda ^{par}W\\-\alpha &{\hbox{if }}\alpha \in \Lambda ^{impar}W\end{matrix}}\right.}
Como antes, se verifica que c respeta las relaciones de Clifford, y así induce un homomorfismo.

### Espacios vectoriales hermíticos y espinores
Si el espacio vectorial V tiene una estructura extra que proporciona una descomposición de su complejificación en dos subespacios isotrópicos máximos, entonces la definición de espinores (por cualquiera de los dos métodos) se vuelve natural.
El ejemplo principal es el caso de que el espacio vectorial real V es un espacio vectorial hermítico (V, h), es decir, V está dotado con una estructura compleja J que es una transformación ortogonal con respecto al producto interno g en V. Luego, V ⊗R C se divide en los espacios ±i de J. Estos espacios propios son isotrópicos para la complejización de g y se pueden identificar con el espacio vectorial complejo (V, J) y su complejo conjugado (V, −J). Por lo tanto, para un espacio vectorial hermítico (V, h), el espacio vectorial Λ⋅
CV (así como su complejo conjugado Λ⋅
CV ) es un espacio espinorial con respecto al espacio vectorial euclídeo real subyacente.
Con la acción de Clifford, como se muestra más arriba, pero con la contracción usando la forma hermítica, esta construcción proporciona un espacio de giro en cada punto de una variedad casi hermítica y es la razón por la que cada variedad casi compleja (en particular cada variedad simpléctica) tiene una estructura espínc. Del mismo modo, cada conjunto de vectores complejos en una variedad lleva una estructura de espínc.

## Descomposición de Clebsch-Gordan
Son posibles varias descomposiciones de Clebsch-Gordan en el producto tensorial de una representación de espín con otra. Estas descomposiciones expresan el producto tensorial en términos de las representaciones alternas del grupo ortogonal.
Para el caso real o complejo, las representaciones alternas son
- Γr = ΛrV, la representación del grupo ortogonal en tensores oblicuos de rango r.

Además, para los grupos ortogonales reales, hay tres caracteres (representaciones unidimensionales)
- σ+: O(p, q) → {−1, +1} dada por σ+(R) = −1, si R invierte la orientación espacial de V , +1, si R conserva la orientación espacial de V (el carácter espacial)
- σ−: O(p, q) → {−1, +1} dado por σ−(R) = −1, si R invierte la orientación temporal de V , +1, si R conserva la orientación temporal de V (el carácter temporal)
- σ = σ+σ− (el carácter de orientación)

La descomposición de Clebsch-Gordan permite definir, entre otras cosas:
- Una acción de los espinores sobre los vectores
- Una métrica hermítica en las representaciones complejas de los grupos de espines reales
- Un operador de Dirac en cada representación de giro

### Dimensiones pares
Si n = 2k es par, entonces el producto tensorial de Δ con representación contragradiente se descompone como
{\displaystyle \Delta \otimes \Delta ^{*}\cong \bigoplus _{p=0}^{n}\Gamma _{p}\cong \bigoplus _{p=0}^{k-1}\left(\Gamma _{p}\oplus \sigma \Gamma _{p}\right)\,\oplus \Gamma _{k}}
que se puede ver explícitamente al considerar (en la construcción explícita) la acción del álgebra de Clifford sobre los elementos descomponibles αω ⊗ βω′. La formulación más a la derecha se deduce de las propiedades de transformación del dual de Hodge. Téngase en cuenta que en la restricción al álgebra de Clifford par, los sumandos emparejados Γp ⊕ σΓp son isomorfos, pero bajo el álgebra de Clifford completa no lo son.
Hay una identificación natural de Δ con su representación contragradiente a través de la conjugación en el álgebra de Clifford:
{\displaystyle (\alpha \omega )^{*}=\omega (\alpha ^{*}).}
Entonces Δ ⊗ Δ también se descompone de la manera anterior. Además, bajo el álgebra de Clifford, las representaciones de medio giro se descomponen de la forma
{\displaystyle {\begin{matrix}\Delta _{+}\otimes \Delta _{+}^{*}\cong \Delta _{-}\otimes \Delta _{-}^{*}&\cong &\bigoplus _{p=0}^{k}\Gamma _{2p}\\\Delta _{+}\otimes \Delta _{-}^{*}\cong \Delta _{-}\otimes \Delta _{+}^{*}&\cong &\bigoplus _{p=0}^{k-1}\Gamma _{2p+1}\end{matrix}}}
Para las representaciones complejas de las álgebras de Clifford reales, la estructura real asociada en el álgebra compleja de Clifford desciende al espacio de los espinores (a través de la construcción explícita en términos de ideales mínimos, por ejemplo). De esta manera, se obtiene el conjugado complejo Δ de la representación, y se observa que se cumple el siguiente isomorfismo:
{\displaystyle {\bar {\Delta }}\cong \sigma _{-}\Delta ^{*}}
En particular, téngase en cuenta que la representación Δ del grupo de espín ortócrono es una representación unitaria. En general, existen descomposiciones de Clebsch-Gordan con la forma
{\displaystyle \Delta \otimes {\bar {\Delta }}\cong \bigoplus _{p=0}^{k}\left(\sigma _{-}\Gamma _{p}\oplus \sigma _{+}\Gamma _{p}\right).}
En la signatura métrica (p, q), los siguientes isomorfismos son válidos para las representaciones de medio giro conjugadas
- Si q es par, entonces {\displaystyle {\bar {\Delta }}_{+}\cong \sigma _{-}\otimes \Delta _{+}^{*}} y {\displaystyle {\bar {\Delta }}_{-}\cong \sigma _{-}\otimes \Delta _{-}^{*}.}
- Si q es impar, entonces {\displaystyle {\bar {\Delta }}_{+}\cong \sigma _{-}\otimes \Delta _{-}^{*}} y {\displaystyle {\bar {\Delta }}_{-}\cong \sigma _{-}\otimes \Delta _{+}^{*}.}

Usando estos isomorfismos, se pueden deducir descomposiciones análogas para los productos tensoriales de las representaciones de medio giro Δ± ⊗ Δ±.

### Dimensiones impares
Si n = 2k + 1 es impar, entonces
{\displaystyle \Delta \otimes \Delta ^{*}\cong \bigoplus _{p=0}^{k}\Gamma _{2p}.}
En el caso real, una vez más se mantiene el isomorfismo
{\displaystyle {\bar {\Delta }}\cong \sigma _{-}\Delta ^{*}.}
Por lo tanto, hay una descomposición de Clebsch-Gordan (nuevamente utilizando la estrella de Hodge para dualizarse) dada por
{\displaystyle \Delta \otimes {\bar {\Delta }}\cong \sigma _{-}\Gamma _{0}\oplus \sigma _{+}\Gamma _{1}\oplus \dots \oplus \sigma _{\pm }\Gamma _{k}}

### Consecuencias
Hay muchas consecuencias de largo alcance relativas a las descomposiciones de Clebsch-Gordan de los espacios de espín. El más fundamental de estos se refiere a la teoría del electrón de Dirac, entre cuyos requisitos básicos se encuentran:
- Una manera de ver el producto de dos espinores ϕψ como un escalar. En términos físicos, un espinor debe determinar una amplitud de probabilidad para un estado cuántico.
- Una forma de considerar el producto ψϕ como un vector. Esta es una característica esencial de la teoría de Dirac, que vincula el formalismo del espinor con la geometría del espacio físico.
- Una forma de considerar que un espinor actúa sobre un vector, mediante una expresión como ψvψ. En términos físicos, esto representa una corriente eléctrica propia de la teoría del electromagnetismo de Maxwell, o más generalmente una corriente de probabilidad.

## Resumen en dimensiones bajas
- En 1 dimensión (un ejemplo trivial), la representación de un espinor simple es formalmente del tipo Majorana, una representación tridimensional real que no se transforma.
- En 2 dimensiones euclídeas, los espinores izquierdo y derecho de Weyl son representaciones complejas de 1 componente, es decir, números complejos que se multiplican por e±iφ/2 bajo una rotación por el ángulo φ.
- En 3 dimensiones euclídeas, la representación de un solo rotor es bidimensional y cuaterniónica. La existencia de espinores en 3 dimensiones se deriva del isomorfismo del grupo SU(2) ≅ Espín(3) que permite definir la acción de Espín(3) en una columna compleja de 2 componentes (un espinor); los generadores de SU(2) se pueden escribir como matrices de Pauli.
- En 4 dimensiones euclídeas, el isomorfismo correspondiente es Spin(4) ≅ SU(2) × SU(2). Hay dos espirales de Weyl de 2 componentes cuaterniónicos y cada uno de ellos se transforma bajo uno de los factores de SU(2) solamente.
- En 5 dimensiones euclídeas, el isomorfismo relevante es Spin(5) ≅ USp(4) ≅ Sp(2) que implica que la representación de un solo espinor es 4-dimensional y cuaterniónica.
- En 6 dimensiones euclídeas, el isomorfismo Spin(6) ≅ SU(4) garantiza que hay dos representaciones de Weyl complejas en 4 dimensiones que son complejos conjugados entre sí.
- En 7 dimensiones euclídeas, la representación de un solo espinor es 8-dimensional y real; a partir de esta dimensión no existen isomorfismos a un álgebra de Lie de otra serie (A o C).
- En 8 dimensiones euclídeas, hay dos representaciones de 8 dimensiones reales de Weyl-Majorana que están relacionadas con la representación de un vector real de 8 dimensiones por una propiedad especial de Espín(8) llamada trialidad.
- En d + 8 dimensiones, el número de distintas representaciones de espinores irreducibles y su realidad (ya sean reales, pseudoreales o complejas) imita la estructura en d dimensiones, pero sus dimensiones son 16 veces más grandes; esto permite entender todos los casos restantes. Véase periodicidad de Bott.
- En los espacio-tiempos con las direcciones p espacial y q temporal, las dimensiones vistas sobre los números complejos coinciden con el caso del espacio euclídeo (p + q)-dimensional, pero las proyecciones de la realidad imitan la estructura en | p − q | dimensiones euclídeas. Por ejemplo, en 3 + 1 dimensiones hay dos espinores de 2 componentes de Weyl (como en 4 dimensiones) no equivalentes (como en 2 dimensiones), que se desprenden del isomorfismo SL(2, C) ≅ Espín(3,1).

| Signatura métrica | Izquierda de Weyl | Derecha de Weyl | Conjugada | Dirac    | Izquierda de Majorana-Weyl | Derecha de Majorana-Weyl | Majorana |
| ----------------- | ----------------- | --------------- | --------- | -------- | -------------------------- | ------------------------ | -------- |
|                   | compleja          | compleja        |           | compleja | real                       | real                     | real     |
| (2,0)             | 1                 | 1               | mutua     | 2        | –                          | –                        | 2        |
| (1,1)             | 1                 | 1               | propia    | 2        | 1                          | 1                        | 2        |
| (3,0)             | –                 | –               | –         | 2        | –                          | –                        | –        |
| (2,1)             | –                 | –               | –         | 2        | –                          | –                        | 2        |
| (4,0)             | 2                 | 2               | propia    | 4        | –                          | –                        | –        |
| (3,1)             | 2                 | 2               | mutua     | 4        | –                          | –                        | 4        |
| (5,0)             | –                 | –               | –         | 4        | –                          | –                        | –        |
| (4,1)             | –                 | –               | –         | 4        | –                          | –                        | –        |
| (6,0)             | 4                 | 4               | mutua     | 8        | –                          | –                        | 8        |
| (5,1)             | 4                 | 4               | propia    | 8        | –                          | –                        | –        |
| (7,0)             | –                 | –               | –         | 8        | –                          | –                        | 8        |
| (6,1)             | –                 | –               | –         | 8        | –                          | –                        | –        |
| (8,0)             | 8                 | 8               | propia    | 16       | 8                          | 8                        | 16       |
| (7,1)             | 8                 | 8               | mutua     | 16       | –                          | –                        | 16       |
| (9,0)             | –                 | –               | –         | 16       | –                          | –                        | 16       |
| (8,1)             | –                 | –               | –         | 16       | –                          | –                        | 16       |

## Lectura adicional
- Brauer, Richard; Weyl, Hermann (1935), «Spinors in n dimensions», American Journal of Mathematics (The Johns Hopkins University Press) 57 (2): 425-449, JSTOR 2371218, doi:10.2307/2371218..
- Cartan, Élie (1913), «Les groupes projectifs qui ne laissent invariante aucune multiplicité plane», Bul. Soc. Math. France 41: 53-96, doi:10.24033/bsmf.916..
- Cartan, Élie (1966), The theory of spinors, Paris, Hermann (reprinted 1981, Dover Publications), ISBN 978-0-486-64070-9.
- Chevalley, Claude (1954), The algebraic theory of spinors and Clifford algebras, Columbia University Press (reprinted 1996, Springer), ISBN 978-3-540-57063-9..
- Dirac, Paul M. (1928), «The quantum theory of the electron», Proceedings of the Royal Society of London, A117 (778): 610-624, JSTOR 94981, doi:10.1098/rspa.1928.0023..
- Fulton, William; Harris, Joe (1991), Representation theory. A first course, Graduate Texts in Mathematics, Readings in Mathematics 129, New York: Springer Science+Business Media, ISBN 0-387-97495-4, MR 1153249, doi:10.1007/978-1-4612-0979-9..
- Gilkey, Peter B. (1984), Invariance Theory, the Heat Equation, and the Atiyah–Singer Index Theorem, Publish or Perish, ISBN 0-914098-20-9..
- Harvey, F. Reese (1990), Spinors and Calibrations, Academic Press, ISBN 978-0-12-329650-4..
- Hitchin, Nigel J. (1974), «Harmonic spinors», Advances in Mathematics 14: 1-55, MR 358873, doi:10.1016/0001-8708(74)90021-8..
- Lawson, H. Blaine; Michelsohn, Marie-Louise (1989), Spin Geometry, Princeton University Press, ISBN 0-691-08542-0..
- Pauli, Wolfgang (1927), «Zur Quantenmechanik des magnetischen Elektrons», Zeitschrift für Physik 43 (9–10): 601-632, Bibcode:1927ZPhy...43..601P, doi:10.1007/BF01397326..
- Penrose, Roger; Rindler, W. (1988), Spinors and Space–Time: Volume 2, Spinor and Twistor Methods in Space–Time Geometry, Cambridge University Press, ISBN 0-521-34786-6..
- Tomonaga, Sin-Itiro (1998), «Lecture 7: The Quantity Which Is Neither Vector nor Tensor», The story of spin, University of Chicago Press, p. 129, ISBN 0-226-80794-0.

- Datos: Q604907
- Multimedia: Spinors / Q604907